# Bruno Coquatrix
Bruno Coquatrix (Ronchin, Alta Francia, 5 de agosto de 1910-París, 1 de abril de 1979) fue un músico francés conocido sobre todo por haber sido el director general del Olympia de París de 1954 a 1979. 

## Biografía
En sus inicios, se dio a conocer como autor y compositor; escribió más de 300 canciones, entre ellas Mon ange (1940), Clopin-clopant (1947) y Cheveux dans le vent (1949). Intervino en películas como Cherchez l'idole (1963). Además es autor de varias operetas. También fue empresario de vedettes de la canción, como Jacques Pills y Lucienne Boyer.
Después de haber dirigido la sala Bobino, tomó, en 1954, la dirección de la sala Olympia, el music-hall más grande de Europa. Allí contrata a todas las celebridades de la canción de la época, como Georges Brassens, Gilbert Bécaud, Johnny Halliday, Édith Piaf, Annie Cordy, Yves Montand, Louis Armstrong, los Beatles etc. Además, fue uno de los creadores del sello discográfico Versailles.
Muy criticado en el mundo de la canción, en el que ejerció una considerable influencia, fue alcalde de Cabourg (Calvados) desde 1971 hasta su fallecimiento.
Está enterrado en el Cementerio del Père-Lachaise (París), el mismo en el que reposan los restos de Édith Piaf.